# 이네스 에프론
이네스 에프론(Inés Efron, 1985년 6월 21일 ~ )은 아르헨티나의 배우이다.

## 출연 작품
- 부에노스 아이레스에서 사랑에 빠질 확률 - 아나 역
- 랜덤 스트레인저스 (단편) - 루루 역
- 볼레이